# Micropyrum patens
Micropyrum patens är en gräsart som först beskrevs av Felix de Silva Avellar Brotero, och fick sitt nu gällande namn av Werner Hugo Paul Rothmaler och Pilg.. Micropyrum patens ingår i släktet Micropyrum och familjen gräs. Inga underarter finns listade i Catalogue of Life.